# Goyas Geister
Goyas Geister (Originaltitel: Los fantasmas de Goya) ist ein spanisches Filmdrama von Miloš Forman in seiner letzten Regiearbeit aus dem Jahr 2006.

## Handlung
Der Film spielt in Spanien im Zeitraum zwischen den Jahren 1792 und 1809. Die junge Bürgerstochter Inés ist die Muse des Malers Francisco de Goya, der als Hofmaler tätig ist. Die Inquisition klagt sie fälschlicherweise der Häresie an. Inés wird verhaftet und gefoltert. Trotz Bitten von Goya und den Eltern von Inés wird sie nicht freigelassen. Der Pater Lorenzo nutzt Inés’ hilflose Situation aus und vergewaltigt die im Kerker Dahinvegetierende mehrmals. Inés’ Eltern legen Lorenzo einen Hinterhalt und nötigen ihn mit ähnlichen Foltermethoden wie den von der Inquisition angewendeten, ein Dokument zu unterschreiben, das bescheinigt, dass er ein Affe sei, um zu beweisen, wie unsinnig Geständnisse sind, die unter Folter erzwungen wurden. Als dieses Dokument von Inés’ Vater veröffentlicht wird, wird Lorenzo von der Kirche zum Ketzer erklärt und muss aus Spanien fliehen.
Fünfzehn Jahre später, als Napoléon in Spanien einmarschiert, treffen sich Lorenzo, Goya und Inés wieder. Lorenzo hat sich in Frankreich zu einem Verfechter der Ideale der Französischen Revolution entwickelt und kehrt als Chefankläger gegen die Inquisition zurück. Inés, die bei der Öffnung der Kerker der Inquisition freigekommen ist, muss feststellen, dass ihre Familie in den Wirren der Besetzung getötet wurde. Sie sucht Goya auf. Es stellt sich heraus, dass Lorenzo mit Inés die Tochter Alicia, eine Prostituierte, hat, die der Vergewaltigung im Gefängnis entstammt. Lorenzo gelingt es aber, die Vereinigung der beiden weiter zu verhindern, indem er Inés in eine Nervenheilanstalt einweisen und später Alicia zusammen mit anderen Prostituierten gefangen nehmen lässt. Als dann die Briten unter Wellington die spanische Grenze überschreiten, wird Lorenzo auf der Flucht gefangen genommen und von den rehabilitierten Würdenträgern der Inquisition zum Tode verurteilt. Die mittlerweile geistig umnachtete Inés jubelt ihm bei der Hinrichtung zu, ein verlassenes Kind auf dem Arm, das sie für ihre Tochter hält. Der Hinrichtung wohnt auch Alicia bei, in feinem Gewand und an der Seite eines britischen Offiziers vom Balkon eines vornehmen Palais aus.
In der Schlussszene folgt Inés dem Karren des Henkers durch eine Nebenstraße der Stadt, die Hand des toten Lorenzo haltend und gefolgt vom altersschwachen und hinkenden Goya.

## Kritiken
Epd Film schrieb, der Film sei ein „historischer Bilderbogen um den Mönch Lorenzo, der sich unter dem Druck der politischen Verhältnisse zum Atheisten wandelt“. Der Film sei „gediegen inszeniert“ und weise nicht die „Abgründigkeit“ von Larry Flynt – Die nackte Wahrheit auf.
Die Zeitschrift TV-Digital schrieb, dass dies ein Historienfilm mit Saft und Kraft sei und deutlich besser als Das Parfum – Die Geschichte eines Mörders.
Critic.de schrieb, dass Forman das „Malerauge vor allem als Beobachterauge und die Kunstwerke als Zeitdokumente, auf die sich die fiktive Geschichte insbesondere im Vor- und Abspann beruft“ begreift.

## Auszeichnungen
Der Film wurde im Jahr 2007 für die Kostüme (Yvonne Blake), das Make-up (Ivana Primorac, Susana Sánchez und Manuel García) und die Spezialeffekte (Reyes Abades, Félix Berges und Eduardo Díaz) für den Filmpreis Goya nominiert. Bei den Satellite Awards 2007 folgte eine weitere Nominierung für Kostümdesignerin Yvonne Blake.

## Hintergrund
Der Film wurde in Madrid, Salamanca und Segovia gedreht. In Spanien startete der Film bereits am 8. November 2006 in den Kinos, der deutsche Kinostart war am 23. November 2006.
Im Film ist auf einer Leinwand in Goyas Atelier das Gemälde Der Koloss zu sehen, das nach neuesten Erkenntnissen des Prado-Museums ein Werk des Goya-Schülers Asensio Juliá sein müsste.